# Jean Bernard
O Padre Jean Bernard (Luxemburgo, 13 de agosto de 1907 – Luxemburgo, 1o de setembro de 1994) foi um sacerdote católico e jornalista de Luxemburgo que esteve preso de maio de 1941 a agosto de 1942 pelos nazistas no campo de concentração de Dachau. Bernard foi solto por nove dias em fevereiro de 1942 e pôde retornar a Luxemburgo, episódio este que ele narrou em suas memórias e que mais tarde foi adaptado para o cinema.

## Biografia
Jean Bernard nasceu em 13 de agosto de 1907 na cidade de Luxemburgo. Era o sexto de dez filhos de um influente empresário luxemburguês. Estudou na Universidade Católica da Lovaina na Bélgica e teologia e filosofia num seminário em Luxemburgo. Recebeu título de doutor em filosofia em 1939. A partir de 1934 foi chefe do departamento de cinema da Igreja em Bruxelas até que este foi fechado pela Gestapo em junho de 1940. Envolveu-se, então, com um grupo que ajudava famílias luxemburganas que tinham fugido para a França durante o regresso das tropas alemãs a seu país de origem.
Em 6 de janeiro de 1941 Jean Bernard foi preso pelas forças de ocupação alemãs como um símbolo da resistência católica de Luxemburgo à ocupação alemã. Em maio foi enviado ao campo de concentração de Dachau. A aparente intervenção de seu irmão junto aos mais altos oficiais nazistas garantiram sua libertação em agosto de 1942. Bernard sobreviveu a um verdadeiro massacre de sacerdotes; dos 2.720 sacerdotes (2.579 deles católicos) presos em Dachau, 1.034 morreram.
Sobre sua experiência como prisioneiro em Dachau Bernard escreveu o livro de memórias Pfarrerblock 25487 (ISBN 2-87963-286-2). O filme de 2004 Der neunte Tag, dirigido por Volker Schlöndorff, é baseado na parte do livro em que Bernard narra o período em que foi solto por nove dias. Neste período enfrentou um dilema moral ao ter que escolher se apoiava publicamente o Terceiro Reich e era solto definitivamente ou se mantinha-se fiel à sua concepção antirracista de mundo e retornava ao campo. Apesar de saber que poderia ajudar a soltar outros sacerdotes católicos presos se apoiasse o regime nazista, optou pela segunda opção.
Após a guerra, Bernard atuou como editor do jornal Luxemburger Wort, o de maior circulação em Luxemburgo, e manteve posições de destaque na Igreja Católica em Luxemburgo, além de ter recebido vários prêmios, como a Ordem da Coroa Oak, uma das maiores honrarias de Luxemburgo. Ele faleceu em 1o de setembro de 1994 na mesma cidade onde nasceu.

## Obra
- 1932: Mat Läif a Séil am Seminaire (filme dirigido por Bernard)
- 1937: L'homme primitif à la lumière de l'ethnologie moderne (livro)
- 1945: Pfarrerblock 25487 (narrativa autobiográfica publicada primeiramente em 1945 no Luxemburger Wort  e mais tarde como livro em 2004) (ISBN 2-87963-286-2)